# Boemund III

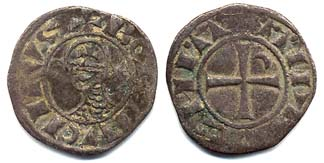
Moneta Boemunda III

Boemund III (ur. 1144, zm. 1201) – książę Antiochii w latach 1163–1201. 
Boemund III był synem Konstancji i jej pierwszego męża, Rajmunda z Poitiers. 
We wrześniu 1163 roku brał udział w zwycięskiej bitwie z Nur ad-Dinem pod Krak des Chevaliers. 10 sierpnia 1164 roku w pobliżu Artachu (in. Harim) dostał się do niewoli Nur ad-Dina. Po zapłaceniu części okupu, na skutek interwencji m.in. Amalryka, króla Jerozolimy, uwolniony, udał się do Bizancjum, gdzie w 1165 roku otrzymał od szwagra, cesarza bizantyjskiego Manuela I, pieniądze na spłacenie reszty okupu. Dokonał licznych nadań na rzecz templariuszy i joannitów. Na początku 1178 roku wraz z Filipem, hrabią Flandrii, bezskutecznie oblegał Harenc. W 1180 roku obłożony klątwą za bigamię. Pod koniec 1182 roku wyruszył przeciwko Rubenowi III, księciu Cylicji, ale zmienił front wydając właśnie jemu miasto Tars wraz z bizantyjskim namiestnikiem. W 1185 roku pojmał Rubena III i uwolnił go za odstąpienie Mamistry i Adany. Wkrótce potem utracił te miasta. Przeciwnik Gwidona Lusigana. W 1186 zawarł sojusz z Leonem II. W 1187 wraz z nim odparł najazd Turkmenów. W tym samym roku przejął w imieniu syna hrabstwo Trypolisu. W czerwcu 1190 złożył hołd lenny Fryderykowi szwabskiemu. W maju 1191 roku wziął udział w podboju Cypru. Jesienią 1192 podpisał traktat pokojowy z Saladynem. W październiku 1193 uwięziony w Baghrasie przez Leona II; uwolniony wiosną 1194 dzięki mediacji Henryka I, króla jerozolimskiego. W lutym 1198 na krótko wypędzony z Antiochii przez syna, Boemunda IV. 
W 1169 ożenił się z Orgueilleuse z Harenc (in. Artach lub Harim) (zm. ok. 1175) i mieli oni dwóch synów:
- Rajmunda IV z Trypolisu, który poślubił Alicję (córkę Rubena III z Armenii) i został ojcem Rajmunda-Roupena z Antiochii,
- Boemunda IV (1172–1233).

Około 1176 poślubił Teodorę Komnenę, siostrę Marii Komneny - królowej Jerozolimy (córkę Jana Komnena Dukasa, księcia Cypru i Marii Taronitissy). Mieli oni dwoje dzieci:
- Konstancję (zmarłą w dzieciństwie),
- Manuela (1176–1211).

W 1180 Boemund porzucił Teodorę dla kobiety o imieniu Sybilla, za co został ekskomunikowany przez Aleksandra III. Boemund i Sybilla mieli dwoje dzieci:
- Alicję (zm. 1233), która poślubiła Gwidona I Embriaco, pana Gibelet,
- Wilhelma.